# Бокоаран ет Нозјер
Бокоаран ет Нозјер (фр. Boucoiran-et-Nozières) насеље је и општина у јужној Француској у региону Лангдок-Русијон, у департману Гар која припада префектури Алес.
По подацима из 2011. године у општини је живело 766 становника, а густина насељености је износила 15,54 становника/km². Општина се простире на површини од 14,52 km². Налази се на средњој надморској висини од 81 метар (максималној 242 m, а минималној 76 m).

## Демографија
| 1962. | 1968. | 1975. | 1982. | 1990. | 1999. | 2011. |
| ----- | ----- | ----- | ----- | ----- | ----- | ----- |
| 579   | 599   | 584   | 576   | 609   | 621   | 766   |

График промене броја становника у току последњих година